# Az élet dolgai
Az élet dolgai Sztevanovity Zorán hetedik nagylemeze, ami 1991. június 17-én jelent meg.

## A lemez
A felvétel a Magyar Rádió 8-as stúdiójában készült Zorán és Presser Gábor zenei rendezésében. Zoránnak ez az első albuma, amit nem az állami lemezgyár adott ki: a lemez a Rákóczi Kiadó és a LocoMusic gondozásában jelent meg.
A lemez, ahogy a címe is elárulja, az életről szól, megszakadt barátságról (Eső előtt, eső után), feladott álmokról (Felejtsd el), történelemről, családról. A dalok mégsem keserűek: az emberi kapcsolatokról törékenységét, a mulandóságot Zorán (és a szövegíró Dusán) nem annyira szomorúan, mint inkább beletörődve, szemlélődve veszi tudomásul.
Leonard Cohen Take This Waltz című dalának a feldolgozásban, a Volt egy tánc-ban Dusán a szüleik generációjának sorsáról, ezen keresztül a huszadik század szomorú történetéről ír: a háborúról, az ötvenes évekről, az igazságtalanul bebörtönzöttekről, az „elrabolt évek soráról”, a „semmiért elveszett álmokról”. Gyermekként Dusán maga is megtapasztalta mindezt: amikor a szocialista tábor és Jugoszlávia viszonya elhidegült, Zoránék édesapját – mint jugoszláv diplomatát – a Rajk-per jugoszláv mellékágában meggyanúsították kémkedéssel és koncepciós perben tíz évre ítélték. Csak Sztálin halála (1953) után szabadult, feleségének és gyerekeinek sokáig a hollétéről sem volt tudomásuk.
A lemez megjelenésének kapcsán a Magyar Televízió negyvenperces portréfilmet készített az alkotókkal a Vígszínházban. A Dusán rendezésében készült film 1991. június 19-én került adásba.

## Közreműködők
- Kiss István – hangmérnök
- Sztevanovity Zorán – ének, gitár, szintetizátorok
- Presser Gábor – zongora, szintetizátorok, vokál
- Karácsony János – gitár, vokál
- Gerendás Péter – gitár
- Solti János – akusztikus dob
- Andrássy Pál – hegedű
- Krum Gyula – hegedű
- Eisenbacher Mihály – oboa
- Sipos Endre – trombita
- Ferenczi György – szájharmonika
- Eszményi Viktória – ének (Volt egy tánc)
- Geri Edit, Keviczky Kati, Király Edit – vokál

## Dalok
A oldal
1. Eső előtt, eső után (Gerendás Péter; Sztevanovity Dusán)– 2:50
2. A szerelemnek múlnia kell (Presser Gábor; Sztevanovity Dusán) – 5:34
3. Elmúlt a jó idő (Oliver Blume; Sztevanovity Dusán) – 3:29
4. Ha másképp szeretnél (Gerendás Péter; Sztevanovity Dusán) – 4:02
5. Volt egy tánc (Leonard Cohen: Take This Waltz, szöveg: Sztevanovity Dusán) – 5:46

B oldal
1. Boldog idő (Presser Gábor; Sztevanovity Dusán) – 4:33
2. Felejtsd el (Oliver Blume; Sztevanovity Dusán) – 3:25
3. Jól megy nekünk (Sztevanovity Zorán; Sztevanovity Dusán) – 4:02
4. Maradj még (Sztevanovity Zorán; Sztevanovity Dusán) – 5:16
5. Az élet dolgai (Presser Gábor; Sztevanovity Dusán) – 4:03

Teljes játékidő: 43:00